# Copa del Rey de baloncesto 1986
La Copa del Rey de baloncesto 1986 fue la número 50. Fue organizada por la ACB y su final a cuatro se disputó en el Palau Blaugrana de Barcelona entre el 15 y 17 de diciembre de 1985.
La edición fue jugada por los cuatro primeros equipos clasificados de la temporada 1984–85.

## Equipos clasificados
Grupo Par
|    | Equipo       | G  | P | PF   | PC   |
| -- | ------------ | -- | - | ---- | ---- |
| 1. | Real Madrid  | 12 | 2 | 1383 | 1097 |
| 2. | FC Barcelona | 12 | 2 | 1429 | 1178 |

Grupo Impar
|    | Equipo               | G  | P | PF   | PC   |
| -- | -------------------- | -- | - | ---- | ---- |
| 1. | Ron Negrita Joventut | 13 | 1 | 1355 | 1167 |
| 2. | CAI Zaragoza         | 11 | 3 | 1293 | 1216 |

## Cuadro
|  | Semifinales          | Semifinales          |    |                 | Final           | Final           |  |
|  | 17 de diciembre      | 17 de diciembre      |    |                 | 19 de diciembre | 19 de diciembre |  |
|  |                      |                      |    |                 |                 |                 |  |
|  | 17 de diciembre      |                      |    |                 |                 |                 |  |
|  | Real Madrid          | 100                  |    |                 |                 |                 |  |
|  | CAI Zaragoza         | 96                   |    |                 |                 |                 |  |
|  |                      |                      |    |                 |                 |                 |  |
|  |                      |                      |    |                 | 19 de diciembre |                 |  |
|  |                      |                      |    |                 | Real Madrid     | 87              |  |
|  |                      | Ron Negrita Joventut | 79 |                 |                 |                 |  |
|  |                      |                      |    |                 |                 |                 |  |
|  |                      |                      |    |                 |                 |                 |  |
|  |                      |                      |    |                 | Tercer lugar    |                 |  |
|  | 17 de diciembre      | 17 de diciembre      |    | 19 de diciembre | 19 de diciembre |                 |  |
|  | Ron Negrita Joventut | 120                  |    | FC Barcelona    | 102             |                 |  |
|  | FC Barcelona         | 115                  |    |                 | CAI Zaragoza    | 99              |  |

## Final
| 19 de diciembre de 1985 | Real Madrid                                                                    | 87–79                              | Ron Negrita Joventut                                               | |  |
| 18:45 GTM+1             | Marcador por tiempos: 35–35, 52–44                                             | Marcador por tiempos: 35–35, 52–44 | Marcador por tiempos: 35–35, 52–44                                 | |  |
|                         | Estadísticas Biriukov, Iturriaga 18 Robinson, Townes 5 Biriukov 22 Biriukov 22 | Boxscore Pts Reb Asts Val          | Estadísticas Villacampa 20 Stewart 8 Jiménez, Montero 1 Stewart 21 | Pabellón: Palau Blaugrana, Barcelona Asistencia: 4,500 espectadores Árbitros: Francisco Javier Fajardo, Víctor Mas |  |

| Campeón de la Copa del Rey 1986 |
| ------------------------------- |
| Real Madrid 20.º título         |